# Мостаганем (покрајина)
Мостаганем (арап. ولاية مستغانم), једна је од 48 покрајина у Народној Демократској Републици Алжир. Покрајина се налази у северозападном делу земље на ободу испод планинског венца Малог Атласа уз обалу Средоземног мора.
Покрајина Мостаганем покрива укупну површину од 2.269 km² и има 746.947 становника (подаци из 2008. године). Највећи град и административни центар покрајине је град Мостаганем.